# Serra del Toix
La Serra del Toix és una serra situada al municipi de Montagut i Oix, a la Garrotxa. Agrupa tres pics propers, a 752, 759 i 767 m d'alçada. En aquesta serra s'hi va desenvolupar la batalla del Toix, durant la Tercera Guerra Carlina.
En una recerca de 2022 s'han fet diverses troballes, en particular bales de tipus Berdan, al camp de la batalla esmentada.